# 福州清真寺
福州清真寺，明代古称真教寺，是福州市境内目前唯一的清真寺，也是福建现存的四大清真寺之一，始建于628年（唐贞观二年），明代嘉靖年间重建，寺址位于市中心的鼓楼区南街（今称八一七北路），坐西朝东，面积2200平方米，采用明代福州传统建筑形式，寺门有现代加盖的一座三层圆形穹顶的邦克楼。它既是福州市市级文物保护单位，也是福州市伊斯兰教协会所在地。

## 历史
福州清真寺，始建于628年（唐贞观二年）。
据考证，该寺址原为五代闽国闽康宗王继鹏（王昶）的太平宫，936年（闽永和元年）王继鹏即皇位后将宫殿舍为佛教寺庙万寿院，元代时成为清真寺的地产。
元代至正年间，原寺因年久失修导致殿堂倾倒，后来由时任福建廉访使司佥事的张孝思捐献自己的俸禄银重新修葺，寺址在福州城南侯邑官贤坊之界，东侧为官衢，西侧是邑庠，南边靠民房，北边依万寿巷，全寺纵横为三十多丈，约100多米。
明朝初年，又按中国传统寺庙建筑形式结合伊斯兰建筑的特点重修，福州萨氏家族的萨琦也有捐资。
明朝嘉靖年间，金陵后学兰敬一号召集资，购置福州南门兜洗马桥的铺面作为清真寺产业，以店面租金用来供给清真寺活动。

嘉靖二十年（1541年），原清真寺遭大火焚毁，1541年冬季，在穆斯林张洪的倡议集资下，由身为古里国使臣葛卜满后裔的文明主持重建清真寺，到嘉靖二十八年（1549年）夏季才建成，并立有《重建清真寺》碑。
明代时该清真寺主要是给福州的色目人做礼拜用的。重建后的清真寺华丽辉煌，礼拜仪式也非常隆重。清代福州伊斯兰教较为衰落，清代中前期的福州清真寺主要是由外省来福州任职的穆斯林官员出资修缮、供养并维持伊斯兰宗教教育。
1921年，厦门海关监督唐柯三等人又集资修缮福州清真寺。
到了中国抗日战争时期，福州穆斯林多迁往外地甚至海外，福州清真寺衰败严重。
中华人民共和国建立以后，福州的穆斯林多是由外省迁来的，政府也于1955年出资对该清真寺进行改建，但由于经费有限，仅将原来“回”字形的平面布局修为“工”字形平面，这也引发了福州穆斯林的不满。
文化大革命时期，福州清真寺大殿中的《古兰经》木刻、匾额、碑石、古鼎等文物都遭到严重破坏，直到1979年才在福州市宗教处协助下对该寺进行修缮。因为清真寺位于福州市中心的繁华地段，到了20世纪，寺门已经被沿街的商店所遮挡，不可看见。
1989年，在福州市穆斯林的要求下，清真寺前的商铺被拆除并改建为带圆形穹顶、三层砖石结构的邦克楼。1983年，福州清真寺被列为福州市市级文物保护单位。
历史上该寺大部分房产曾为私人占有居住，至2008年仍有5户人家在寺内居住。寺内原有“市民族招待所”，已被废弃，成为危房。

## 建筑形式

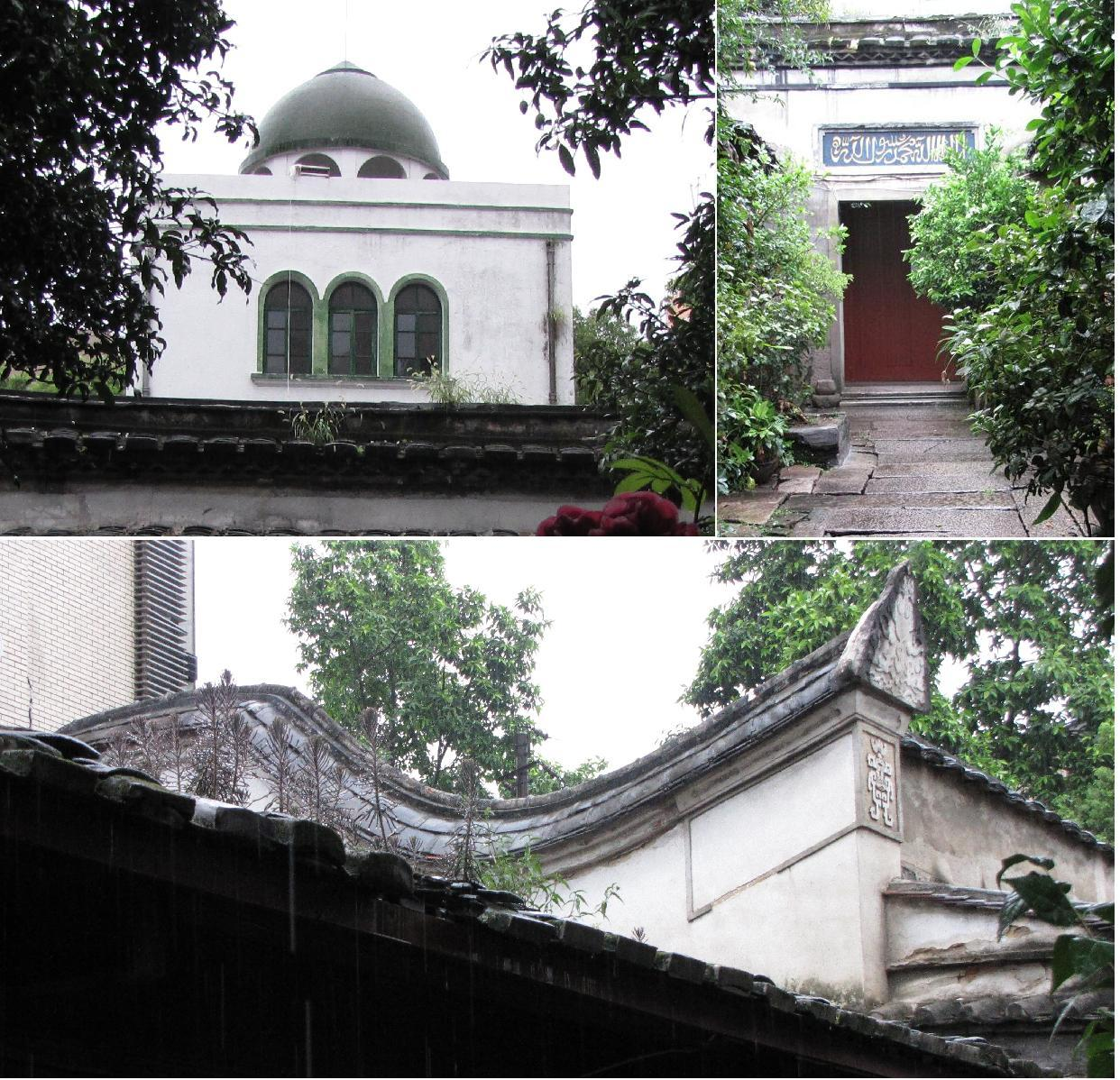
福州清真寺的建筑特点
左上：1989年建造的寺门邦克楼圆顶；右上：第三进石门和阿拉伯文门额；下：清真寺山墙采用福州封火墙的形式

### 明重修後之建筑樣式
明朝嘉靖年间重修后的福州清真寺采用明代福州传统的建筑形式，礼拜堂居中，左侧为茶厅，右侧是房廊厨舍，殿前树立有华表，内部装帧华丽辉煌。寺旁的房产属于清真寺，被出租给商户，其收入用于补贴清真寺。

### 今重建後之建筑樣式
现在的福州清真寺在鼓楼区八一七北路西侧，安泰桥与道山路之间，坐西向东，现建筑多为明代所建，维持了明代福州四合院式建筑的原貌，一共三进院落，占地约2200平方米，三进皆有封火墙隔开，中辟石框門。临街为1989年修建的三层圆形穹顶砖石结构的邦克楼，一楼走廊直通第二进的墙门，门额题“尋源”两个篆字，第三进门额上则嵌有辉绿岩阴刻阿拉伯文的清真言，题字皆为民国时所书。
礼拜堂在第三进天井后，为穿斗式木构架，单檐五脊顶，八架椽，左右两侧加雨披，面阔七间，进深七柱，平面呈正方形，外有木栏回廊，廳前是二十二扇花格屏門。殿正面墙壁及柱子上原有的泥金阿拉伯文《古兰经》木刻大部分被毁，仅留有残片。殿正中木制礼拜坛顶悬挂有木匾，上面是浮雕阿拉伯文，汉语意为“你们平平安安地进入乐园吧！”匾下是一个有門框無門洞的盲門。礼拜堂旁边是诵经台。
堂前有进深5米的宽阔石铺走廊，正中陈列有一座鼎炉，走廊上还有二方明朝石碑、四方清朝石碑、一方民国石碑.外护的石栏杆为宋代万寿院的遗物，有石柱六根，又内嵌有石屏四幅，为明代文物，屏面上是浮雕花鳥，柱頂雕飾为花座朝上瓣朝下的蓮花。天井两侧有木构廊庑，现为茶厅及阿訇居室，茶厅面闊、進深皆为10米，主要是为做礼拜的穆斯林提供休憩场所。殿堂后还有住宅和厨房。

## 管理
元朝、明朝时期，福州清真寺按“三道制”由伊玛目、海推布、穆安津组成教务组织对清真寺进行管理。从1930年代起，福州清真寺由董事会进行管理。1990年4月又成立了福州市清真寺事务管理委员会，负责管理清真寺的教务、资产、宗教活动、聘请阿訇等事宜。
1946年时，该寺无正式阿訇，由贤永康代理阿訇，福建省政府秘书兰大坚任社首。
1983年，从宁夏聘请阿訇马云汉主持该寺宗教工作。

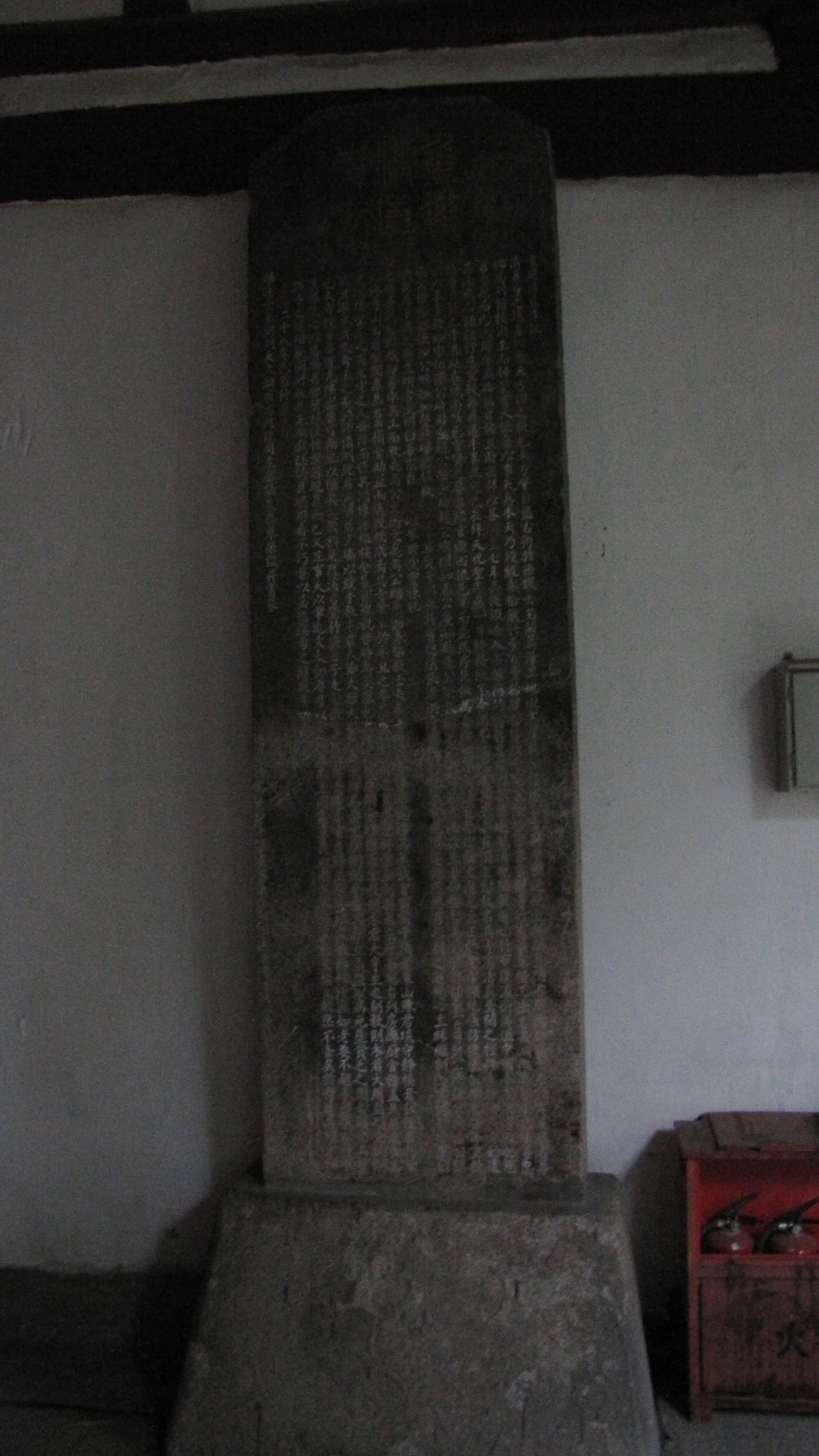
福州清真寺内的明嘉靖二十八年《重建清真寺记》碑刻

自2008年起，福州清真寺的教长由许刚担任。

## 碑刻
福州清真寺内现有明朝到民国时期一共7方碑刻，分别是：明永乐皇帝敕谕碑，高115厘米，宽65厘米，主旨为敕谕保护伊斯兰教；明嘉靖二十八年《重建清真寺记》碑刻；清康熙二十九年（1690年）秋七月修寺碑记；嘉庆十七年（1812年）《公置产业碑记》；道光二十三年（1843年）十月初十《奉宪给示勒石》；民国十一年（1922年）《修清真寺碑记》。

## 備註
1. ↑  阿拉伯文原文：，摘自《古蘭經》石谷章第46節。